# Albert Smijers
Professor doctor Albertus Antonius (Albert) Smijers (Raamsdonk, 19 juli 1888 – Huis ter Heide, 15 mei 1957) was een Nederlandse rooms-katholieke priester en musicoloog.
Hij was zoon van schoolhoofd Josephus Willebrordus Smijers, ' Hoofd eener school ' en Wilhelmina Catharina van Gerwen.
Hij ontving zijn priesteropleiding in Sint-Michielsgestel en Haaren en werd in 1912 te 's-Hertogenbosch tot priester gewijd. Vervolgens kwam er een studie bij Anton Averkamp aan het Conservatorium van Amsterdam. Daarop volgde een studie aan de "Akademie für Musik und darstellende Kunst" te Wenen en aan de daaraan verbonden kerkmuziekschool te Klosterneuburg. Hij kreeg er onder meer les van Guido Adler, hetgeen resulteerde in het proefschrift Karl Luython als Motettenkomponist (1917, druk 1923). Hij werd vervolgens docent aan het seminarie te Sint-Michielsgestel en gaf muziekles aan de Katholieke Leergangen in Tilburg. Tussen 1929 en 1934 was hij docent muziekgeschiedenis aan het Amsterdams Conservatorium. 
In 1930 kreeg hij door de Maatschappij tot Bevordering der Toonkunst een bijzondere leerstoel aangewezen aan de Rijksuniversiteit Utrecht; hij werd er de eerste hoogleraar in "De geschiedenis en de theorie der muziek". Ambtsaanvaarding werd vergezeld door een brede over de Nederlandse muziekgeschiedenis. In 1934 werd hij gepromoveerd tot buitengewoon en in 1945 tot gewoon hoogleraar. Behalve de verdienste als eerste hoogleraar op dat vakgebied, ondersteunde Smijers heruitgaven van bijvoorbeeld werken van Jan Pieterszoon Sweelinck en Jacob Obrecht. Daarin vond wederzijdse stimulans plaats tussen docent en leerlingen waaronder Eduard Reeser, Maarten Albert Vente, M. van Crevel, Coenraad Lodewijk Walther Boer, John Daniskas. J. du Saar en Hélène Nolthenius.
Voor de "Vereniging voor Nederlandse Muziekgeschiedenis" begon onderzoek naar het complete oeuvre van Josquin Des Prez. Hij verzorgde dat grotendeels alleen. Voor de uitgave reisde hij bibliotheken in heel Europa af en verzamelde hij talloze bronnen. Het resulteerde tussen 1921 en 1956 in een 41-tal delen. Om tot die uitgave te kunnen komen, kwamen er een aantal voorstudies waaronder Die kaiserliche Hofmusik Kapelle von 1543-1619 (in Studien zur Musikwissenschaft) en De Illustere Lieve Vrouwe Broederschap te ’s Hertogenbosch. Het onderzoek nam zoveel tijd in beslag dat hij het zelf niet kon voltooien. De laatste delen werden daardoor geredigeerd door dr. Myroslaw Antonowycz. Smijers' aanname, dat een gedrukte bron (de eerste muziekuitgever, Ottaviano Petrucci, gaf begin 16e eeuw diverse bundels met missen van Josquin uit) altijd beter was dan een handschrift, is naderhand onjuist gebleken. 
Andere publicaties waren Treize livres de Mottets parus chez Attaingnant 1534-1545 (1934-1938), Algemeene muziekgeschiedenis. Geïllustreerd overzicht der Europeesche muziek (1940) en een herziene druk van de volledige werk van Jacob Obrecht (3 delen 1953-1956).   
Vanaf 1927 schreef hij in en voerde redactie van Tijdschrift der Vereeniging voor Nederlandse Muziekgeschiedenis (in 1945 overgaan in Tijdschrift voor Muziekwetenschap). Hij was trouwens vanaf 1934 tot aan zijn dood voorzitter van de "Vereniging voor Nederlandse Muziekgeschiedenis". Hij was tussen 1952 en 1955 ook nog eens voorzitter van het "Internationale Gesellschaft für Musikwissenschaft".
Hij was lid van de Koninklijke Nederlandse Akademie van Wetenschappen, Koninklijke Vlaamse Academie van België voor Wetenschappen en Kunsten en doctor honoris casu van de Katholieke Universiteit Leuven.
Smijers overleed na een maandenlang ziekbed; hij kon in 1957 geen colleges meer geven. Hij was ridder in de Orde van de Nederlandse Leeuw, officier in de Leopoldsorde en commandeur in de Orde van de Eikenkroon. Zijn overlijden was landelijk nieuws. Hij is begraven op het Onze Lieve Vrouwekerkhof bij de Carolus Borromeüskerk te Soesterberg.
- Biblioteca Nacional de España: XX1762285
- Bibliothèque nationale de France: cb12749235v (data)
- Biografisch Portaal: 37632302
- Digitale Bibliotheek voor de Nederlandse Letteren: smij003
- Gemeinsame Normdatei: 101376820
- International Standard Name Identifier: 0000 0001 2123 1666
- Library of Congress Control Number: no90012376
- Nationale Bibliotheek van Israël: 987007286973805171
- Nederlandse Thesaurus van Auteursnamen: 075220210
- Système universitaire de documentation: 108938093
- Trove: 1089207
- Virtual International Authority File: 19804053
- WorldCat: E39PBJbCPCYvC3CD3pW9xBcXVC